# Richard von Weizsäcker
Richard Freiherr von Weizsäcker  (audioⓘ, Stuttgart, 15 de abril de 1920 - Berlín, 31 de enero de 2015) fue un político demócrata cristiano (CDU) alemán, presidente de Alemania entre el 1 de julio de 1984 y el 30 de junio de 1994.

## Biografía
Era hijo del diplomático Freiherr (barón) Ernst von Weizsäcker y hermano de Carl Friedrich von Weizsäcker, un físico y filósofo. Como su padre era diplomático, la familia vivió de 1920 a 1924 en Basilea (Suiza), de 1924 a 1926 en Copenhague (Dinamarca), de 1931 a 1933 en Oslo (Noruega), de 1933 a 1936 en Berna (Suiza), donde asistió al Gymnasium Kirchenfeld, y por último en Berlín, donde su padre fue primero jefe del servicio político del Ministerio de Asuntos Exteriores y en 1938 avanzó a secretario de Estado bajo el ministro Joachim von Ribbentrop.
En 1937 Richard von Weizsäcker hizo el bachillerato en el Gymnasium Bismarck de Berlín y fue jefe de escuadra en las Juventudes Hitlerianas. Luego se trasladó a Inglaterra para estudiar Filosofía e Historia en Balliol College, en Oxford, continuando sus estudios en la Universidad de Grenoble (Francia). En 1938 entró en el Reichsarbeitsdienst (Servicio Laboral del Reich) y en otoño del mismo año empezó el servicio militar en el Regimiento de Infantería Potsdam n.º 9, donde su hermano Heinrich era teniente primero. El 1 de septiembre de 1939, la unidad de los hermanos von Weizsäcker cruzó la frontera polaca a 40 km al norte de Bromberg en el marco de la invasión de Polonia, que marcó el comienzo de la Segunda Guerra Mundial. Su hermano Heinrich cayó al día siguiente en los combates librados en el bosque de Tuchola junto a Grudziądz.
El regimiento fue trasladado después a la frontera con Luxemburgo, época en la que von Weizsäcker asistió a cursos para aspirantes a oficial. Más tarde fue destinado al frente oriental. En 1941 resultó herido y recibió la Cruz de Hierro de segunda clase. Posteriormente fue oficial asistente en el OKW (Alto Mando de la Wehrmacht). Con el grado de teniente primero participó en el sitio de Leningrado, siendo condecorado con la Cruz de Hierro de primera clase y ascendido a capitán de reserva. En 1945 tomó parte en los combates de la Prusia Oriental y en abril de 1945 su unidad fue desplazada a Potsdam.
Después de la guerra reanudó los estudios de Historia y empezó a estudiar Derecho en Gotinga, que terminó en 1950, doctorándose en 1955. De 1948 a 1949 fue asistente del abogado defensor de su padre durante los Juicios de Núremberg, en los que Ernst von Weizsäcker fue condenado por su participación activa en la deportación de judíos franceses a Auschwitz.
De 1950 a 1958 trabajó en la empresa Mannesmann AG en Gelsenkirchen, de 1958 a 1962 en el banco Waldthausen y de 1962 a 1966 en la empresa química Boehringer Ingelheim. En 1953 contrajo matrimonio con Marianne von Kretschmann, con quien tuvo cuatro hijos.

## Trayectoria política
En 1954 se afilió a la Unión Demócrata Cristiana de Alemania (CDU). Alcanzó la vicepresidencia del grupo parlamentario cristianodemócrata del Bundestag en 1973, cargo que ocupó hasta el año 1979. Entre 1981 y 1984 fue alcalde de Berlín Oeste, año en que dimitió para presentarse como candidato a la presidencia de la República Federal de Alemania. 

### Presidente de la República Federal de Alemania

#### Primer mandato (1984-1989)
El 23 de mayo de 1984 fue elegido para ocupar la jefatura del Estado. Ocupó el cargo entre el 1 de julio de 1984 y 30 de junio de 1994. Ganó mucha reputación con su discurso con ocasión del 40 aniversario del fin de la Segunda Guerra Mundial, el 8 de mayo de 1985, en el que dijo que el final de la guerra, para Alemania «no fue el día de una derrota, sino el día de la liberación».

#### Segundo mandato (1989-1994)
Weizsäcker es hasta ahora el único candidato que se ha presentado a las elecciones para el cargo de Presidente sin oposición; fue elegido de esa manera para un segundo mandato el 23 de mayo de 1989. Weizsäcker asumió su segundo mandato presidencial el 1 de julio de 1989, y durante el mismo supervisó el fin de la Guerra Fría y la reunificación de Alemania. A partir de entonces, Weizsäcker se convirtió en el primer jefe de Estado totalmente alemán desde Karl Dönitz en mayo de 1945. 
En 1990, Weizsäcker se convirtió en el primer jefe de Estado de la República Federal Alemana que visitó Polonia. Durante su visita de cuatro días, aseguró a los polacos que el nuevo Estado alemán unificado trataría sus fronteras occidentales y septentrionales, que incluían tierras alemanas de antes de la guerra, como inviolables.
En 1994 abandonó la presidencia al concluir su segundo mandato y fue sustituido por Roman Herzog.

### Pospresidencia
Como estadista de edad avanzada, Weizsäcker siguió implicado en la política y la beneficencia alemanas tras su jubilación como presidente. Presidió una comisión creada por el gobierno socialdemócrata-verde de la época para reformar la Bundeswehr. Junto con Henry Kissinger, en 1994 apoyó a Richard Holbrooke en la creación de la Academia Estadounidense en Berlín. También fue miembro del Consejo de Administración de la Robert Bosch Stiftung.
Weizsäcker fue miembro del Consejo Asesor de Transparencia Internacional. En una carta dirigida al gobernante militar de Nigeria Sani Abacha en 1996, pidió la liberación inmediata del general Olusegun Obasanjo, exjefe de Estado de Nigeria, que se había convertido en el primer gobernante militar de África en cumplir su promesa de ceder el poder a un gobierno civil electo, pero que posteriormente fue condenado a 15 años de prisión.
Weizsäcker también formó parte de numerosos comités internacionales.  Fue presidente del Grupo de Trabajo Independiente sobre el futuro de las Naciones Unidas y uno de los tres «Sabios» nombrados por el presidente de la Comisión Europea, Romano Prodi,  para estudiar el futuro de la Unión Europea. Desde 2003 hasta su muerte, fue miembro de la Comisión Asesora sobre la devolución de bienes culturales incautados como consecuencia de la persecución nazi, especialmente judíos, dirigida por la antigua presidenta del Tribunal Constitucional Federal, Jutta Limbach.  En noviembre de 2014, Weizsäcker se retiró como presidente de la Mesa Redonda de Bergedorf, un foro de debate sobre cuestiones de política exterior.

## Muerte y funeral
Weizsäcker falleció en Berlín el 31 de enero de 2015, a la edad de 94 años. Le sobrevivieron su esposa, Marianne, y tres de sus cuatro hijos. Tras su muerte, hubo elogios generales por su vida y su carrera política. En su obituario, The New York Times calificó a Weizsäcker de «guardián de la conciencia moral de su nación», mientras que The Guardian comentó que Alemania fue «singularmente afortunada» por haberlo tenido como líder. 
Fue honrado con un funeral de Estado el 11 de febrero de 2015 en la Catedral de Berlín. Los elogios corrieron a cargo del presidente en funciones Joachim Gauck, el ministro de Asuntos Exteriores Frank-Walter Steinmeier (SPD), el ministro de Finanzas Wolfgang Schäuble (CDU) y la antigua vicepresidenta del Bundestag Antje Vollmer (Partido Verde). Antje Vollmer (Partido Verde). Steinmeier elogió el papel de Weizsäcker en las relaciones exteriores, donde había trabajado por la reconciliación con Francia y Polonia y apoyado el diálogo con los regímenes comunistas del Este, a menudo en contra de su propio partido. Al funeral asistieron muchos políticos de alto rango en activo en Alemania, incluida la canciller Angela Merkel. También asistieron los expresidentes Roman Herzog, Horst Köhler y Christian Wulff, así como los excancilleres Helmut Schmidt y Gerhard Schröder. También estuvieron presentes Princesa Beatriz, antigua Reina de los Países Bajos, así como el antiguo Presidente polaco. Lech Wałęsa. Tras la ceremonia, los soldados permanecieron en posición de firmes mientras el féretro de Weizsäcker era llevado a su lugar de descanso en Waldfriedhof Dahlem. En los días siguientes, muchos berlineses visitaron la tumba de Weizsäcker para rendir homenaje y depositar flores. El 15 de abril de 2020, día del centenario del nacimiento de von Weizsäcker, el actual alcalde de Berlín Michael Müller y Ralf Wieland, presidente de la Abgeordnetenhaus, el parlamento estatal de Berlín, depositaron una corona de flores en su tumba en honor a los servicios prestados a la ciudad de Berlín.

## Distinciones honoríficas

Escudo de armas de Von Weizsäcker con la Orden de Carlos III.

- Collar de la Orden de Carlos III
- Orden del Quetzal